# 奶子藤
奶子藤（学名：Bousigonia mekongensis）是夹竹桃科奶子藤属的植物。分布在中国大陆的云南等地，生长于海拔500米至800米的地区，多生在山地疏林中或河旁潮湿地方，目前尚未由人工引种栽培。